# 中央人民广播电台香港之声
中央人民广播电台香港之声，简称“香港之声”，是中央人民广播电台的第十四套节目，是中央人民广播电台专门为香港数码声音广播而开设，由香港电台负责转播，使用普通話、粵語全天24小时面向香港听众广播（周二凌晨0:05 - 4:55停机检修），节目内容包括新闻、文化艺术、财经、生活服务等。该频率在开播后经过多次改版，目前此频率除了《流行乐歌单（粤语版）》、《“港”好普通话》为独播节目以外，大部分节目为并机或重播中央广播电视总台粤港澳大湾区之声的节目。

## 历史与发展
- 2011年11月7日零点，香港之声开始在香港地区试播。同时，为配合香港之声的试播，中央人民广播电台华夏之声原有的两套节目合二为一[3]。
- 2012年9月17日，在香港电台“2012数码声音广播新年代”启动仪式上，香港电台数码广播正式启动，香港之声也于同日正式开播[4]。
- 2017年9月4日，由於香港電台數碼32台停播，中央人民廣播電台香港之聲於凌晨零時起由香港電台第六台轉播[5][6]。
- 2017年11月1日，香港之声增加FM87.8MHz，在深圳梧桐山发射，以改善深圳、香港及珠三角覆蓋。
- 2022年4月底至2023年底，AM675KHz受坪洲發射站重建影響，臨時發射天線的覆蓋有限，沙田、北區、九龍東、港島東接收欠佳。